# Giacomo Tritto
Giacomo Domenico Mario Antonio Pasquale Giuseppe Di Tritto (Altamura, Reino de Nápoles, 2 de abril de 1733 – Nápoles, Reino de las Dos Sicilias, 16 de septiembre de 1824) fue un compositor italiano de música clásica.

## Biografía
Estudió música en Nápoles, contando entre sus profesores a Nicola Fago, Girolamo Abos y Pasquale Cafaro. Es recordado principalmente como compositor de óperas, de las que estrenó 54.

## Óperas
- Le nozze contrastate. Ópera bufa, 1754, Nápoles.
- La fedeltà in amore. Ópera buffa según libreto de Francesco Cerlone, 1764, Nápoles.
- Li furbi. Intermezzo, 1765, Nápoles.
- Il principe riconosciuto. Ópera bufa, libreto de Francesco Cerlone, 1780, Nápoles.
- La francese di spirito o La viaggiatrice di spirito. Ópera bufa con libreto de G. M. Mililotti, 1781, Roma.
- La Bellinda o L'ortolana fedele. Ópera bufa según libreto de Francesco Cerlone, 1781, Nápoles,
- Don Procopio in corte del Pretejanni. Ópera bufa estrenada en 1782 en Nápoles.
- Don Papirio. Ópera bufa con libreto de Giuseppe Palomba, 1782, Nápoles
- I due gemelli. Ópera bufa con libreto de Giovanni Battista Lorenzi, 1783, Nápoles)
- Il convitato di pietra. Ópera semiseria con libreto de Giovanni Battista Lorenzi, 1783, Nápoles.